# Jack Buetel
Jack Buetel (parfois crédité Jack Beutel) est un acteur américain, de son vrai nom Warren Higgins, né le 5 septembre 1915 à Dallas (Texas), mort le 27 juin 1989 à Portland (Oregon).

## Biographie

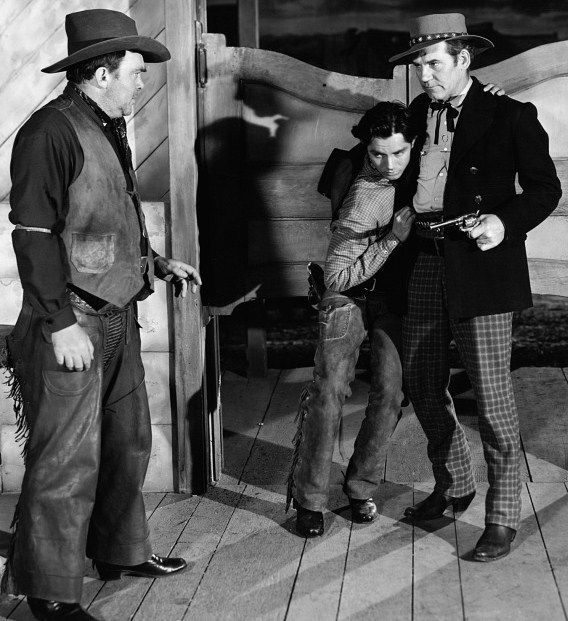
De g. à d. : Thomas Mitchell, Jack Buetel et Walter Huston, dans Le Banni (1943)

Sous le pseudonyme de Jack Buetel, il débute au cinéma dans Le Banni, western d'Howard Hughes tourné fin 1940-début 1941 mais sorti seulement en 1943, où il est Billy the Kid, aux côtés de Jane Russell, Walter Huston (Doc Holliday) et Thomas Mitchell (Pat Garrett). Par la suite, il apparaît dans seulement cinq autres films américains (tous des westerns), le dernier étant Mustang ! (en), sorti en 1959. Dans l'intervalle, il est notamment Bob Younger dans Plus fort que la loi (1951, son deuxième film, avec Robert Ryan et Claire Trevor) et Frank James dans Jesse James' Women (1954).
Pour la télévision, de 1956 à 1961 (année où il se retire), il contribue à six séries, dont cinq également dans le domaine du western, comme Juge Roy Bean (en) (1956), où il tient le rôle récurrent de Jeff Taggert durant vingt-cinq épisodes, face à Edgar Buchanan dans le rôle-titre.
Jack Buetel revient au petit écran pour une unique prestation, dans son propre rôle, lors d'une émission de divertissement diffusée en 1982, Night of 100 Stars.

## Filmographie complète

### Au cinéma
- 1943 : Le Banni (The Outlaw) d'Howard Hughes
- 1951 : Plus fort que la loi (Best of the Bad Men) de William D. Russell
- 1952 : Vengeance indienne (en) (The Rose of Cimarron) d'Harry Keller
- 1952 : La Peur du scalp (The Half-Breed) de Stuart Gilmore
- 1954 : Jesse James' Women de Don « Red » Barry
- 1959 : Mustang ! (Mustang!) de Tom Gries

### À la télévision
Séries, sauf mention contraire
- 1956 : Juge Roy Bean (en) (Judge Roy Bean), Saison unique, 25 épisodes : Jeff Taggert
- 1958 : 26 Men (en), Saison 1, épisode 30 The Bells of St. Thomas d'Oliver Drake et épisode 36 Wayward Gun d'Oliver Drake
- 1959 : Maverick, Saison 3, épisode 10 Easy Mark de Lew Landers
- 1959-1961 : La Grande Caravane (Wagon Train), Saison 2, épisode 35 The Andrew Hale Story (1959) de Virgil W. Vogel ; Saison 4, épisode 19 The Prairie Story (1961) de Mitchell Leisen
- 1960 : Intrigues à Hawaï (Hawaiian Eye), Saison 1, épisode 15 The Kamehameha Cloak
- 1961 : Lawman (en), Saison 3, épisode 32 Whiphand de Marc Lawrence
- 1982 : Night of 100 Stars, émission de divertissement de Clark Jones (lui-même)